# Elis Bakaj
Elis Bakaj (Tirana, 25 juni 1987) is een Albanees voetballer die doorgaans als middenvelder speelt.

## Clubloopbaan
Hij speelde voor Partizani Tirana, waar hij in 2003 op achttienjarige leeftijd zijn debuut maakte, Dinamo Tirana en Dinamo Boekarest voor hij begin 2012 bij Chornomorets Odessa kwam

## Interlandcarrière
Bakaj speelde sinds 2007 27 interlands voor de Albanese nationale ploeg. Hij maakte zijn debuut op 21 november 2007 tegen Roemenië in een kwalificatiewedstrijd voor het EK 2008 (6-1 verlies).
| Interlanddoelpunten | Interlanddoelpunten | Interlanddoelpunten | Interlanddoelpunten | Interlanddoelpunten | Interlanddoelpunten | Interlanddoelpunten | Interlanddoelpunten |
| #                   | Datum               | Locatie             | Wedstrijd           | Goal(s)             | Score               | Uitslag             | Wedstrijd           |
| ------------------- | ------------------- | ------------------- | ------------------- | ------------------- | ------------------- | ------------------- | ------------------- |
| 1                   | 22/05/2012          | Madrid              | Qatar – Albanië     | 46'                 | 0 - 1               | 1 - 2               | Vriendschappelijk   |

## Erelijst
- Albanees kampioen

2008
- Albanese Supercup

2004
- Albanees bekerwinnaar

2004